# 11e régiment d'artillerie
Le 11e régiment d'artillerie est une unité de l'armée française, créée en 1830 pendant la monarchie de Juillet au moyen de batteries prélevées sur tous les régiments d'artillerie.
L'unité est dissoute depuis 1991.

## Création et différentes dénominations
- 1831 : création du 11e régiment d’artillerie[1]
- 1854 : 11e régiment d’artillerie monté[1]
- 1872 : 11e régiment d’artillerie
- 1883 : 11e régiment d'artillerie de campagne
- 1918 : 11e régiment d'artillerie de campagne porté
- 1924 : 11e régiment d'artillerie divisionnaire
- 1945 : 11e régiment d'artillerie[2]
- Ier groupe du 11e régiment d'artillerie blindée (I/11e RAB) d'août 1947 à 1959[2]
- 11e régiment d'artillerie blindée (11e RAB) du 1er novembre 1961 à 1991[1]
- 31 juillet 1991 : Dissolution à la suite de la chute du mur de Berlin et de la fin de la guerre froide[2].

## Chefs de corps
- 23 décembre 1830 : Bernard Vacher de Tournemine (père du peintre Charles de Tournemine)
- 30 janvier 1836 : Henri François de Puthaux
- 8 août 1836 : Pierre Thomas Radoult de La Fosse
- 10 juillet 1837 : André Barbe Charles Julien Patin de la Fizelière
- 21 juillet 1845 : Édouard Buisson d'Armandy
- 21 décembre 1850 : Jean Charles Michel Charvilhat
- 6 mars 1852 : Pierre François Mathurin Bonamy
- 6 mars 1854 : Yves Louis Hercule Fiéreck
- 30 décembre 1858 : Edmond Eugène Guérin
- 20 juin 1867 : Charles André de La Jaille
- 6 juillet 1871 : Joseph Adolphe Deville
- 1875 : Colonel Roux de Montlebert
- 1880 : Colonel Morliere
- 1885 : Colonel Thery
- 1886 : Colonel Jean-Baptiste Brunet
- 1891 : Colonel Robineau Bourgneuf
- 1894 : Colonel Ricq
- 1896 : Colonel Maurice Bailloud
- 1898 : Colonel Manoury
- 1902 : Colonel Prevost
- 1903 : colonel Mardochée Valabrègue
- 1904 : Colonel Miquel-Dalton
- 1907 : Colonel Cointe
- 1910 : Colonel Valdemar-Vincent
- 1911 : Colonel Cheminon
- 1912 : Colonel Meyer
- 1915-1916 : Lieutenant-colonel Drouault
- 1916-1917 : Lieutenant-colonel de Lacombe
- 1917-1917 : Colonel Besson
- 1917-1919 : Lieutenant-colonel Beau
- 1920-1923 : Colonel Pyot
- 1935 : Colonel Batier
- 1938 : Colonel Gerin
- 1939 : Lieutenant-colonel Maillard
- 1940 : Chef d'escadron de Fonquernie
- 1945 : Chef d'escadron de Fonquernie
- 1945 : Lieutenant-colonel Geze
- 1961-1963 : Lieutenant-colonel Gouillet
- 1963-1965 : Lieutenant-colonel Jean Grumet
- 1965-1967 : Lieutenant-colonel Antonio Bonmati
- 1967-1969 : Lieutenant-colonel Vignon
- 1969-1971 : Lieutenant-colonel Lassort
- 1971-1973 : Colonel D’Hulst
- 1973-1975 : Colonel Aubier
- 1975-1977 : Colonel Lepinay
- 1977-1979 : Jacques Bazire
- 1979-1981 : Marcel Durand
- 1981-1983 : Colonel Paul Parraud
- 1983-1985 : Jean Barthelemy
- 1985-1987 : Marcel Colatrella
- 1987-1989 : Philippe Boulmer
- 1989-1991 : Daniel Uguen

## Garnisons
- Vincennes de février 1831 à janvier 1834[3]
- Douai de janvier 1834 à novembre 1836[3]
- Strasbourg de décembre 1836 à juin 1842[3]
- Valence de juillet 1842 à novembre 1847[3]
- Toulouse de novembre 1847 à octobre 1851[3]
- Strasbourg de novembre 1851 à avril 1858[3]
- La Fère de mai 1858 à septembre 1861[3]
- Rennes de septembre 1861 à septembre 1865[3]
- Metz de août 1865 à avril 1868[3]
- Vincennes de avril 1868 à septembre 1870[3]
- Paris de septembre 1870 à mars 1871[3]
- Versailles de mars 1871 à 1913[3]
- Rouen, caserne Jeanne d'Arc 1914[3]
- Vernon de juillet 1919 à 1935[3]
- Vernon et Cherbourg d' avril 1935 à 1939[3]
- Vernon du 1er janvier 1945 au 15 octobre 1945[3]
- Offenbourg (Forces françaises en Allemagne) du 1er novembre 1961 à 1991[3]

### De 1830 à 1852
Ce régiment est formé, par ordonnance du 14 novembre 1830, avec une batterie, dite « batterie de réserve de Paris », qui avait été organisée le 23 août précédent avec des volontaires du régiment d'artillerie de la garde royale qui avait été licenciée le 11 août, et avec 15 batteries fournies par les 10 régiments de la ligne. Ces batteries provenaient elles-mêmes en partie de l'ex-garde. Ainsi, le 11e régiment d'artillerie est, pendant quelques années, un corps très recherché. Il occupait d'ailleurs la garnison de Vincennes, ce qui ne nuisait pas à son prestige. 
Il a successivement occupé les garnisons de Vincennes en 1830, Douai en 1834, Strasbourg en 1837, Valence en 1843, Toulouse en 1848, et Strasbourg en 1852. 
En 1832, dans le cadre de la guerre belgo-néerlandaise, il s'illustre au Siège de la citadelle d'Anvers
Au commencement de 1834, le 11e RA fourni une batterie à cheval, une batterie montée et une batterie à pied au 13e régiment d'artillerie qui était en cours de création. 
Envoyé en Algérie, la 5e batterie combat le 22 juillet 1845 contre les Onled-Nail et les Beni-Djaad.
En 1849, des éléments du régiments participent au Siège de Zaatcha. Cette même année, les 15e et 16e batteries engagées avec le corps expéditionnaire de la Méditerranée combattent la République romaine et participent au siège de Rome.

### Second Empire
En 1854, il devient un régiment monté, conserve 8 de ses batteries et en cède 8 au 12e régiment d'artillerie.
En 1854 et 1855 affecté à l'armée d'Orient, il est engagé, dans le cadre de la guerre de Crimée, au siège de Sébastopol.
Il occupe les garnisons de La Fère en 1858, Rennes en 1862, Metz en 1866, et Vincennes en 1869. 
En 1859, durant la campagne d'Italie, il se trouve à la bataille de Solférino
De 1862 à 1867, la 1re batterie participe à l'expédition du Mexique et est engagé à la bataille de Puebla et à la bataille de Matehuala (es) en 1863
Affectées à l'armée du Rhin durant la guerre franco-prussienne de 1870 une partie des batteries enfermées à Metz combattent à Rezonville et Saint-Privat.

Les autres batteries non-embrigadées dans cette armée, faite prisonnière, se trouvent dans l'armée de Paris, pendant le siège de Paris en 1870-1871, aux batailles de Châtillon, de Montmesly, de La Malmaison, de L'Haÿ, de Villiers et du Bourget.

### De 1871 à 1914
Le régiment est en garnison à Versailles en 1871.
Lors de la réorganisation de 1872, il conserve 8 de ses batteries, reçoit une batterie à cheval du 18e régiment d'artillerie, et il cède une batterie montée au 16e régiment d'artillerie, 4 batteries montées au 17e régiment d'artillerie, et une batterie à pied au 26e régiment d'artillerie.
En 1873, il fait partie de la 3e brigade d'artillerie, il garde 10 batteries, et cède ses deux batteries à cheval, l'une au 22e régiment d'artillerie, et l'autre au 31e régiment d'artillerie.

### Première Guerre mondiale

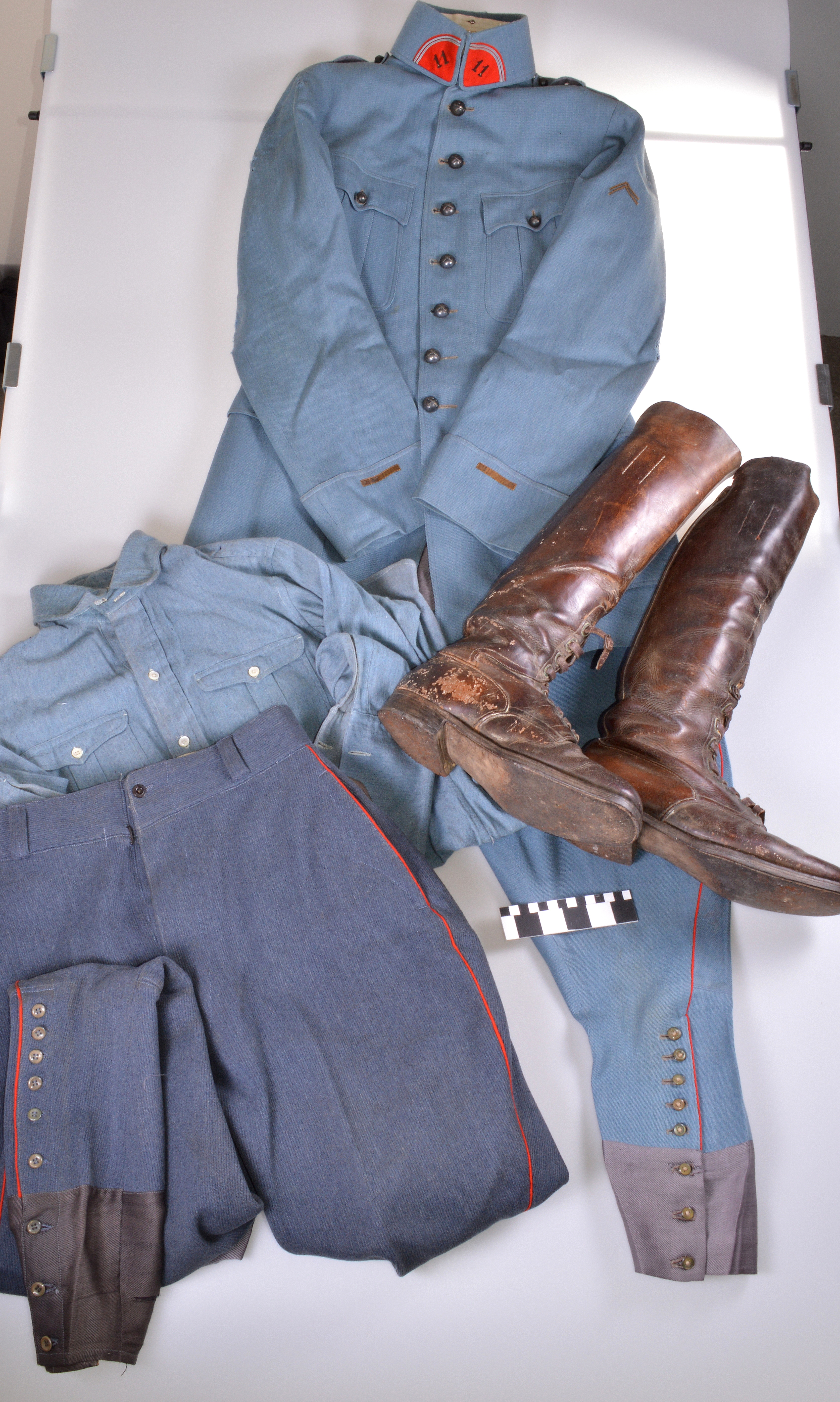
Uniforme du sous-lieutenant Desloge du 11e RA.

En casernement à Rouen

#### Affectation
3e brigade d'artillerie, artillerie du 3e Corps d'Armée, 5e armée
Composition : 4 groupes de 12 batteries de 75 (48 canons). 

#### 1914
- Bataille de la Marne[3]

#### 1916
- Bataille de Verdun[3]

#### 1918
- Bataille de la Marne[3]

### Entre-deux-guerres
Lors de la réorganisation de l'artillerie décidée en 1923, le 11e RA est dissout et devient le 302e régiment d'artillerie portée à Vernon. Il est ensuite recréé[Quand ?].

### Seconde Guerre mondiale
Régiment d'active, le 11e régiment d'artillerie divisionnaire est complété, à la mobilisation, au centre mobilisateur d'artillerie no 303 de Vernon. Il est constitué d'une batterie hors rang, de trois groupes de canons de 75 à tracteurs tout-terrain, de la 10e batterie divisionnaire anti-chars de canons de 47, de la 51e batterie (détachée à l'organe de défense côtière B) et de la 111e batterie d'instruction.
Il forme, avec le 211e régiment d'artillerie lourde divisionnaire, l'artillerie de la 5e division d'infanterie motorisée. La division, entrée en Belgique le 10 mai 1940. L'artillerie soutient les combats sur la Meuse autour d'Anhée du 13 au 15 mai. Lorsque la division se replie en France le 16, l'artillerie a déjà subi des pertes très sérieuses. La division continue sa retraite et ses restes sont ensuite encerclés à Dunkerque.

### De 1945 à nos jours
Le régiment est recréé en août 1947, comme I/11e régiment d'artillerie blindé. Il s'agit d'un des premiers régiments d'artillerie blindée de l'Armée française.
À partir de 1961, le régiment est en garnison à Offenbourg (Allemagne), caserné quartier Commandant-Montalègre avec le 42e RI.
Le 31 juillet 1991, le régiment est dissous à la suite de la chute du mur de Berlin et de la fin de la guerre froide.

## Traditions

### Faits d'armes inscrits sur l'étendard

L'étendard du 11e régiment d'artillerie (dessin du revers).

Il porte, cousues en lettres d'or dans ses plis, les inscriptions suivantes :
- Anvers 1832[3]
- Zaatcha 1849[3]
- Sébastopol 1854-1855[3]
- Solférino 1859[3]
- La Marne 1914-1918[3]
- Verdun 1916[3]

### Devise
Rigueur et Panache

### Décorations
Croix de guerre 1914-1918 avec une citation à l'ordre de l'armée (1 palme sur la croix) reçue le 1er septembre 1918.

## Personnalités
- René Violaines (1898-1980), poète et écrivain régionaliste

## Sources et bibliographie
- Lieutenant-colonel Beau, Historique du 11e R. A. C. P., Paris, L. Fournier, 1921, 44 p., lire en ligne sur Gallica.
- Historique du 11e Régiment d’Artillerie
- Henri Kauffert : Historique de l'artillerie française
- Louis Susane : Histoire de l'artillerie Française
- Historiques des corps de troupe de l'armée française (1569-1900)